# Athelopsis galzinii
Athelopsis galzinii är en svampart som först beskrevs av Giacopo Bresàdola, och fick sitt nu gällande namn av Hjortstam 1991. Athelopsis galzinii ingår i släktet Athelopsis och familjen Atheliaceae.   Inga underarter finns listade i Catalogue of Life.
I den svenska databasen Dyntaxa används istället namnet Pteridomyces galzinii för samma taxon.  Arten är reproducerande i Sverige.